# Triatlo nos Jogos Sul-Americanos de 2018
As competições de triatlo nos Jogos Sul-Americanos de 2018 ocorreram nos dias 29 e 30 de maio em um total de 3 eventos. As competições aconteceram na Represa La Angostura, localizada em Cochabamba, Bolívia.

## Calendário
| Maio / Junho | 26 | 27 | 28 | 29 | 30 | 31 | 1 | 2 | 3 | 4 | 5 | 6 | 7 | 8 |
| ------------ | -- | -- | -- | -- | -- | -- | - | - | - | - | - | - | - | - |
| Triatlo      |    |    |    | 2  | 1  |    |   |   |   |   |   |   |   |   |

|  | Dia de competição |  | Dia de final |

## Medalhistas
| Evento                     | Ouro                                                                        | Prata                                                             | Bronze                                                           |
| -------------------------- | --------------------------------------------------------------------------- | ----------------------------------------------------------------- | ---------------------------------------------------------------- |
| Masculino detalhes         | Manoel dos Santos Junior BRA Brasil                                         | Carlos Quinchara COL Colômbia                                     | Kauê Cardoso BRA Brasil                                          |
| Feminino detalhes          | Bárbara Riveros CHI Chile                                                   | Luísa Duarte BRA Brasil                                           | Elizabeth Bravo ECU Equador                                      |
| Revezamento misto detalhes | Kauê Cardoso Luísa Duarte Manoel dos Santos Junior Vittória Melo BRA Brasil | Brian Moya Carlos Quinchara Diana Castillo Lina Raga COL Colômbia | Elizabeth Bravo Juan Andrade Paula Jara Ramón Matute ECU Equador |

## Quadro de medalhas
| Ordem | País         | Medalha de ouro | Medalha de prata | Medalha de bronze | Total | Ordem por total |
| ----- | ------------ | --------------- | ---------------- | ----------------- | ----- | --------------- |
| 1     | BRA Brasil   | 2               | 1                | 1                 | 4     | 1               |
| 2     | CHI Chile    | 1               |                  |                   | 1     | 4               |
| 3     | COL Colômbia |                 | 2                |                   | 2     | 2               |
| 4     | ECU Equador  |                 |                  | 2                 | 2     | 2               |
| TOTAL | TOTAL        | 3               | 3                | 3                 | 9     | —               |